# Cantonul Corcieux
Cantonul Corcieux este un canton din arondismentul Saint-Dié-des-Vosges, departamentul Vosges, regiunea Lorena, Franța.

## Comune
- Arrentès-de-Corcieux
- Aumontzey
- Barbey-Seroux
- Champdray
- La Chapelle-devant-Bruyères
- Corcieux (reședință)
- Gerbépal
- Granges-sur-Vologne
- Herpelmont
- La Houssière
- Jussarupt
- Rehaupal
- Vienville